# Lista gatunków z rodzaju żywotlin

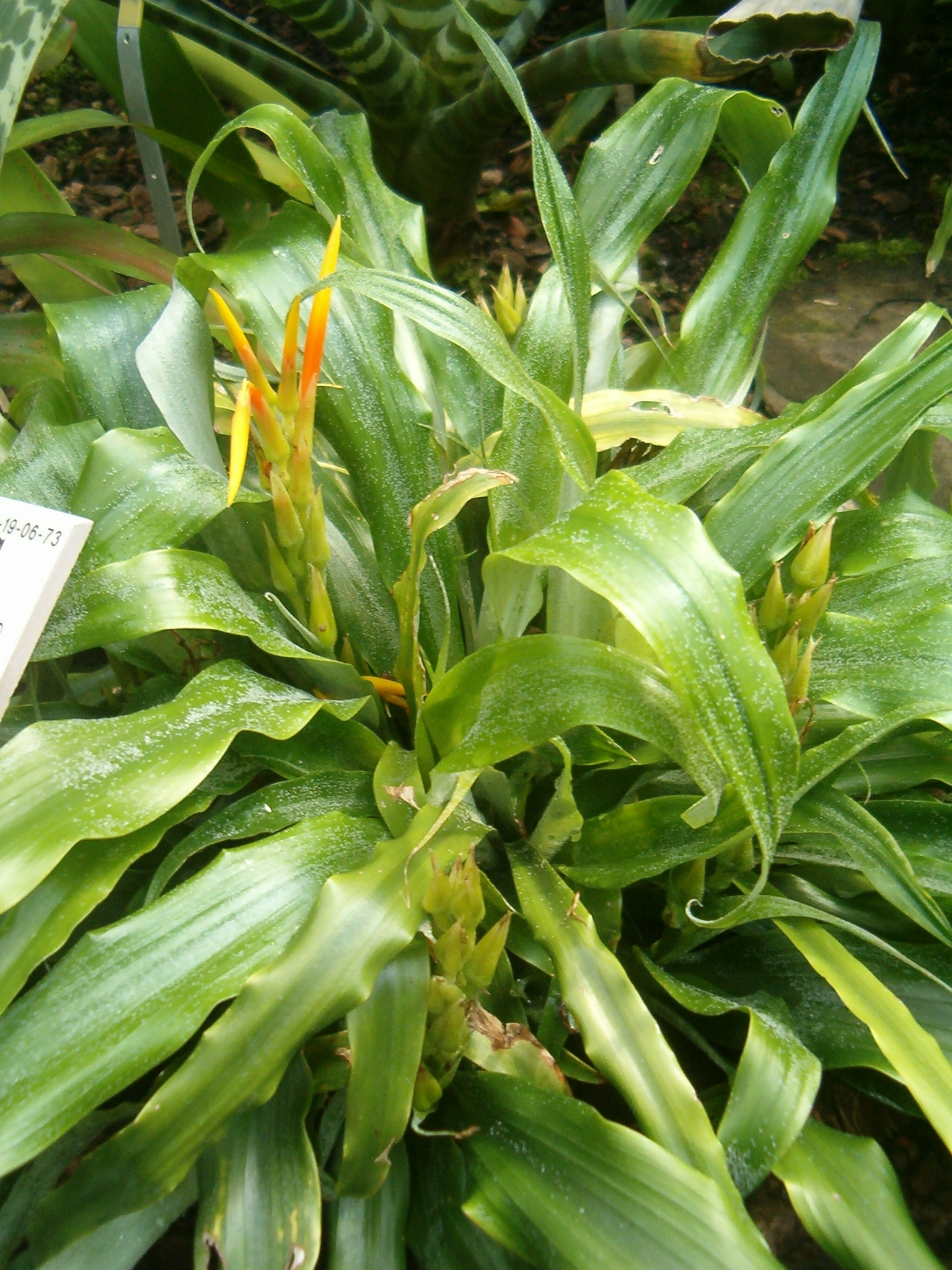
Pitcairnia andreana

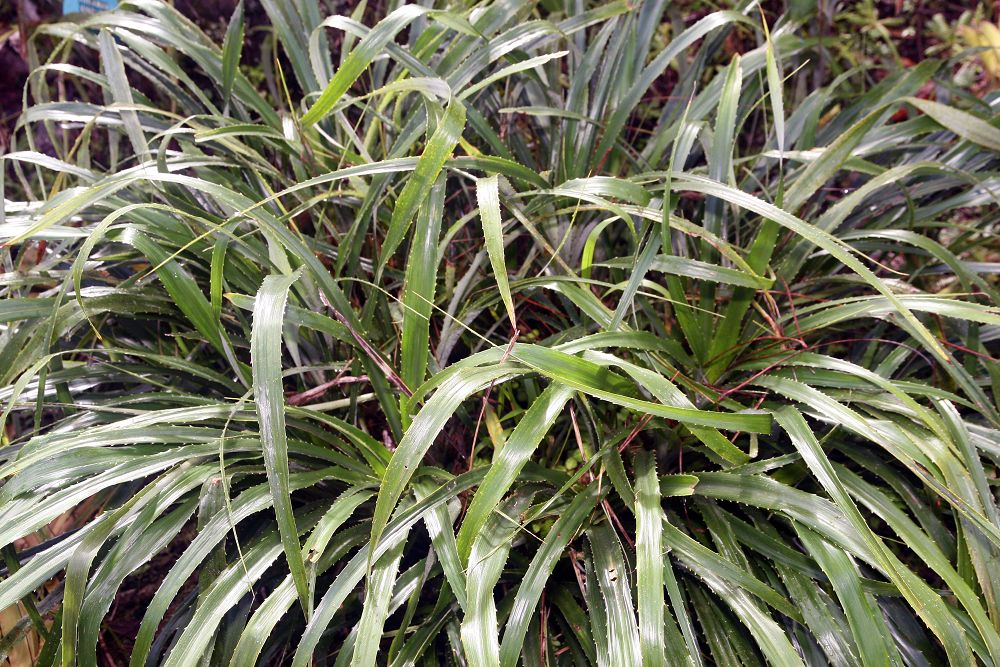
Pitcairnia angustifolia

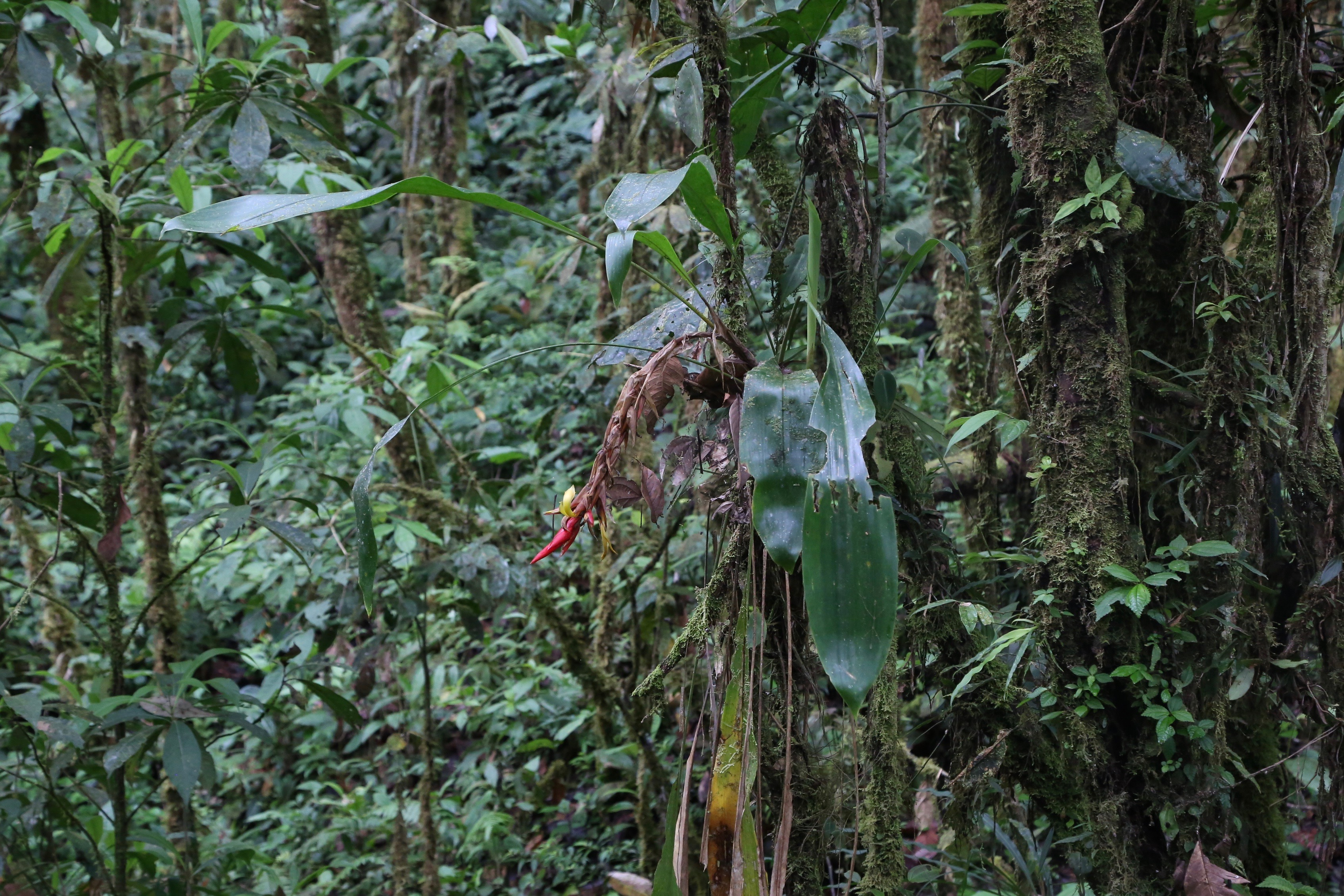
Pitcairnia arcuata

Lista gatunków z rodzaju żywotlin Pitcairnia – według Plants of the World rodzaj żywotlin obejmuje 406 gatunków.
Wykaz gatunków
- Pitcairnia abundans L.B.Sm.

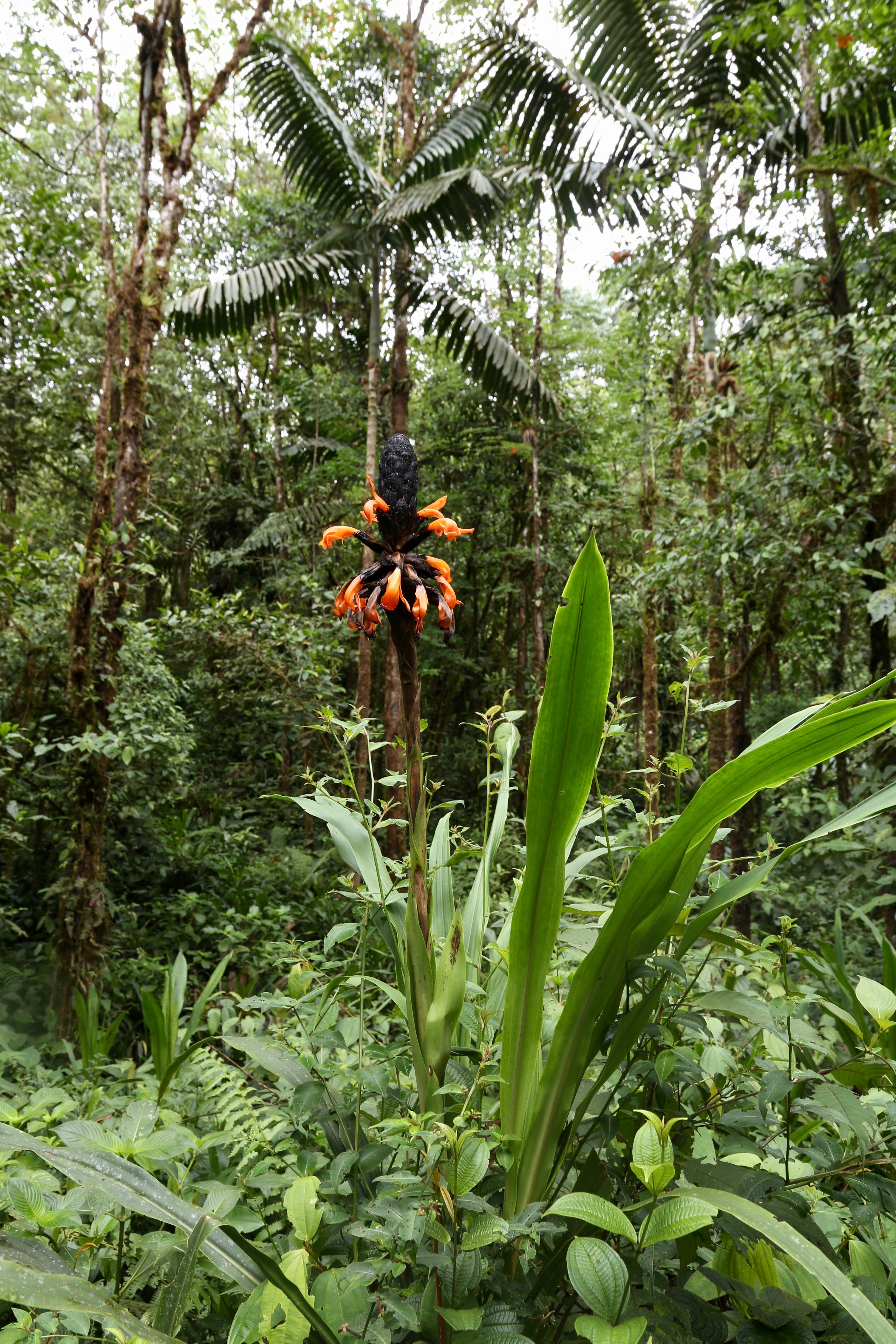
Pitcairnia bakeri

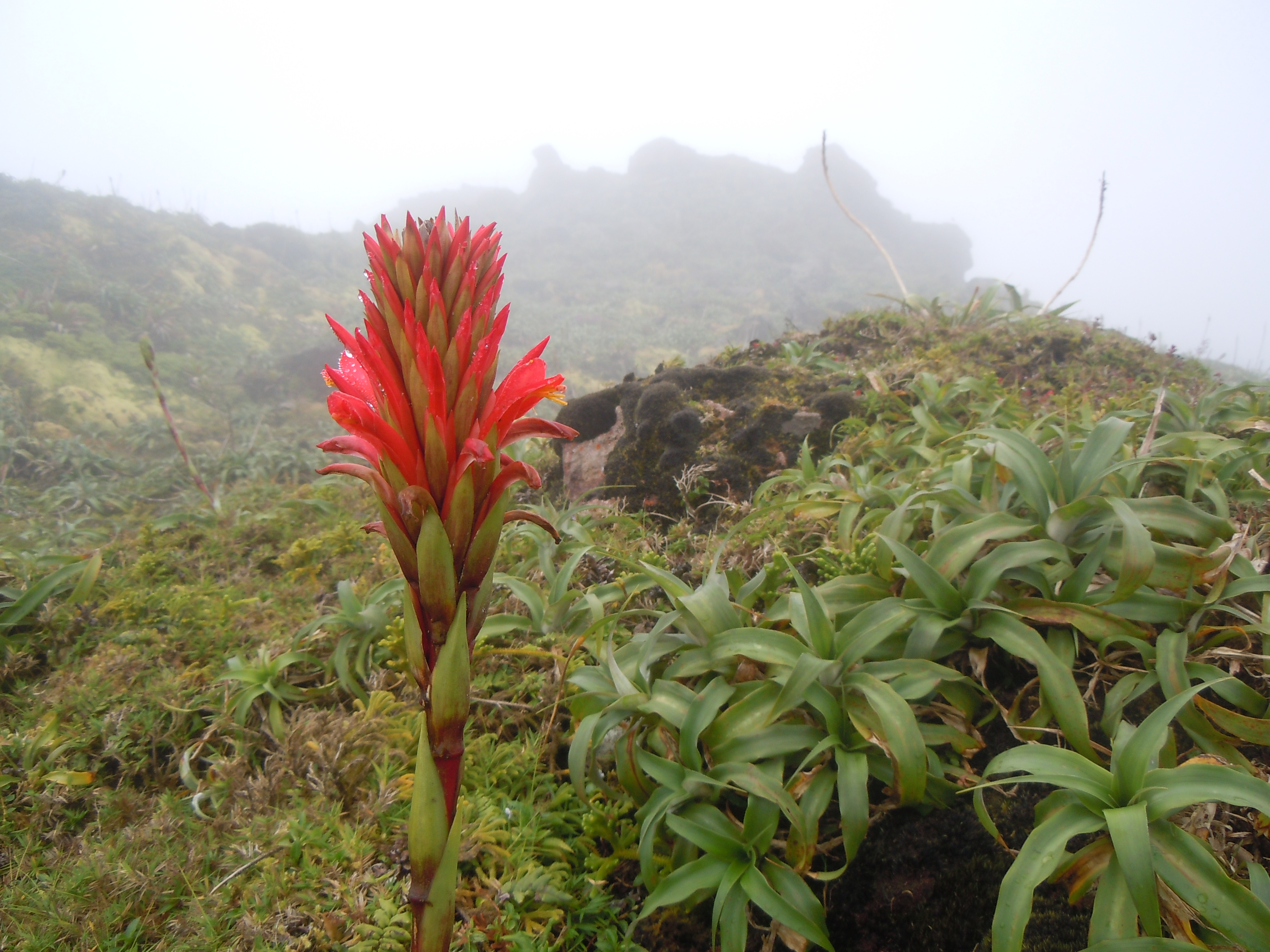
Pitcairnia bifrons

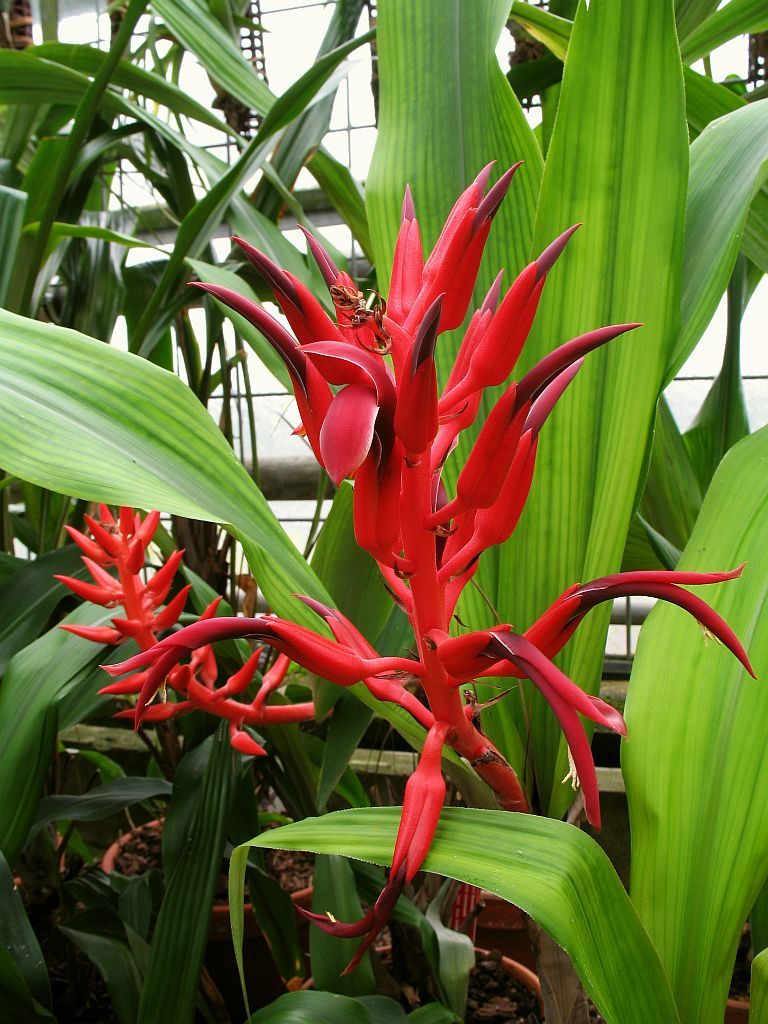
Pitcairnia carnososepala

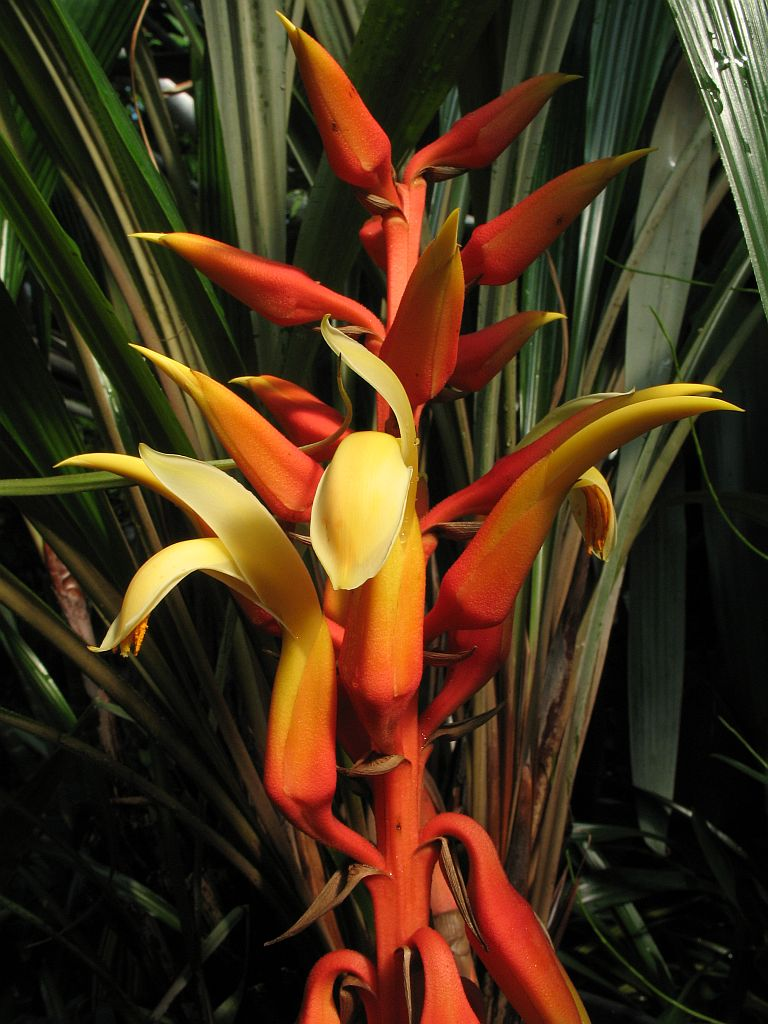
Pitcairnia elvirae

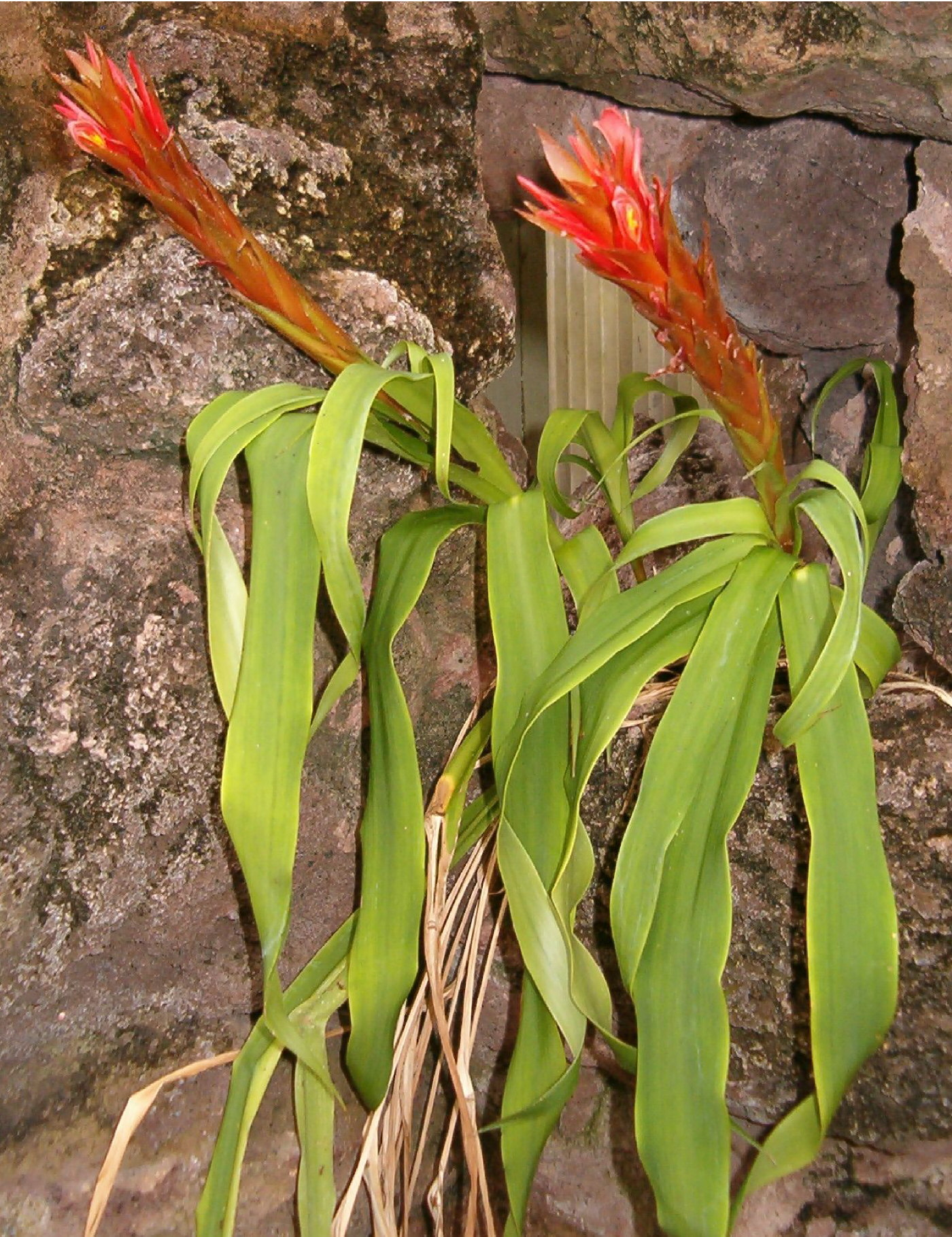
Pitcairnia heydlauffii

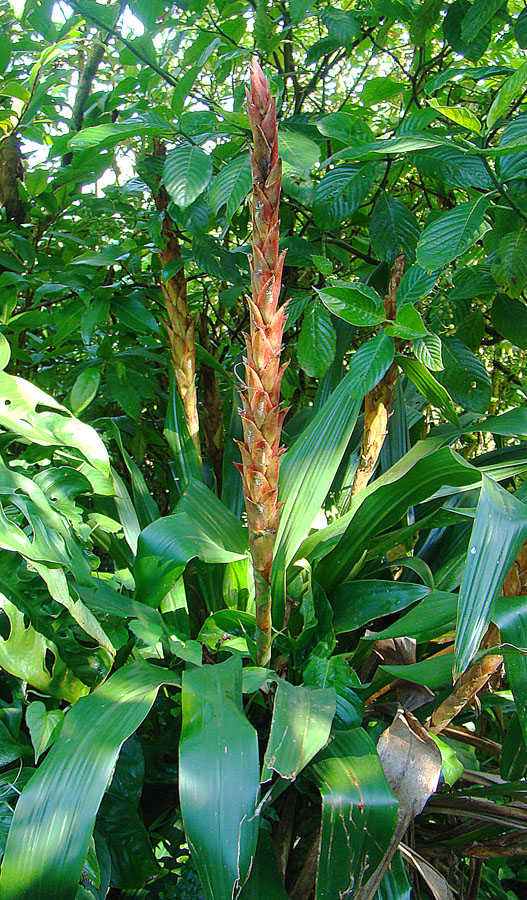
Pitcairnia imbricata

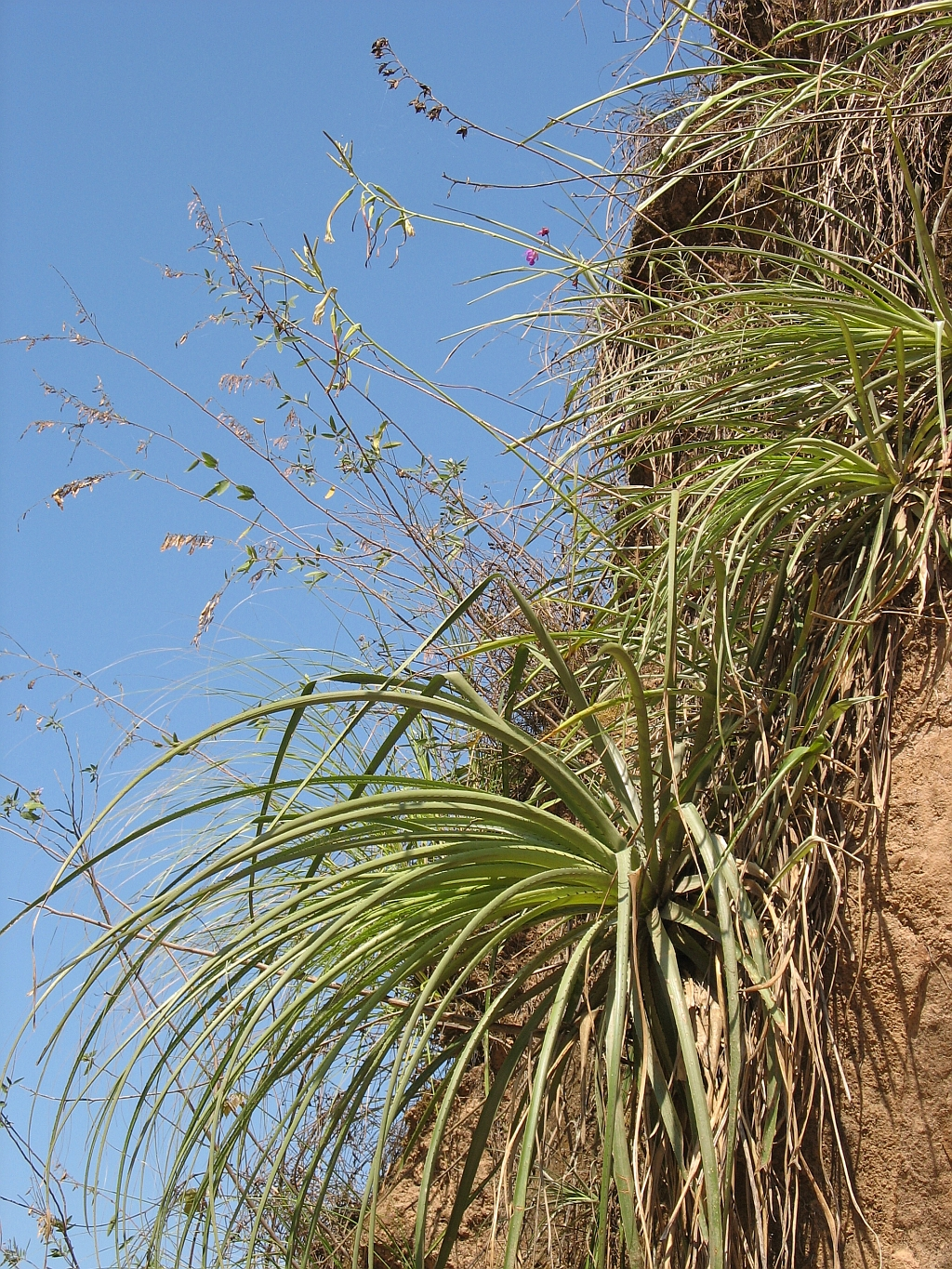
Pitcairnia lanuginosa

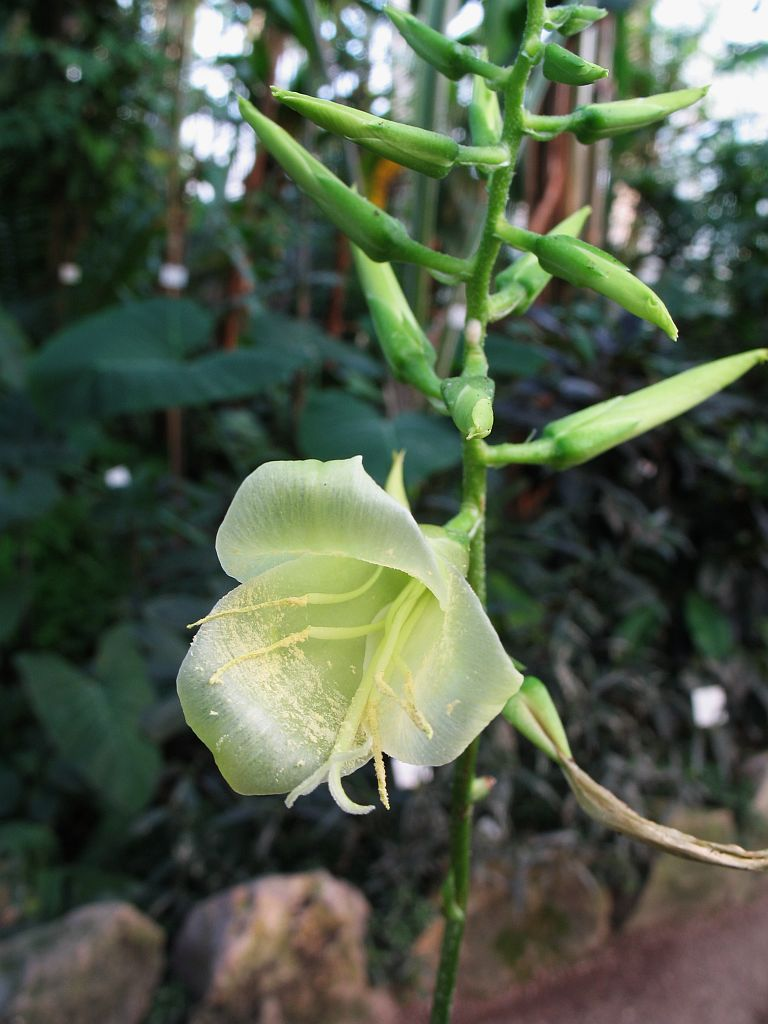
Pitcairnia loki-schmidtiae

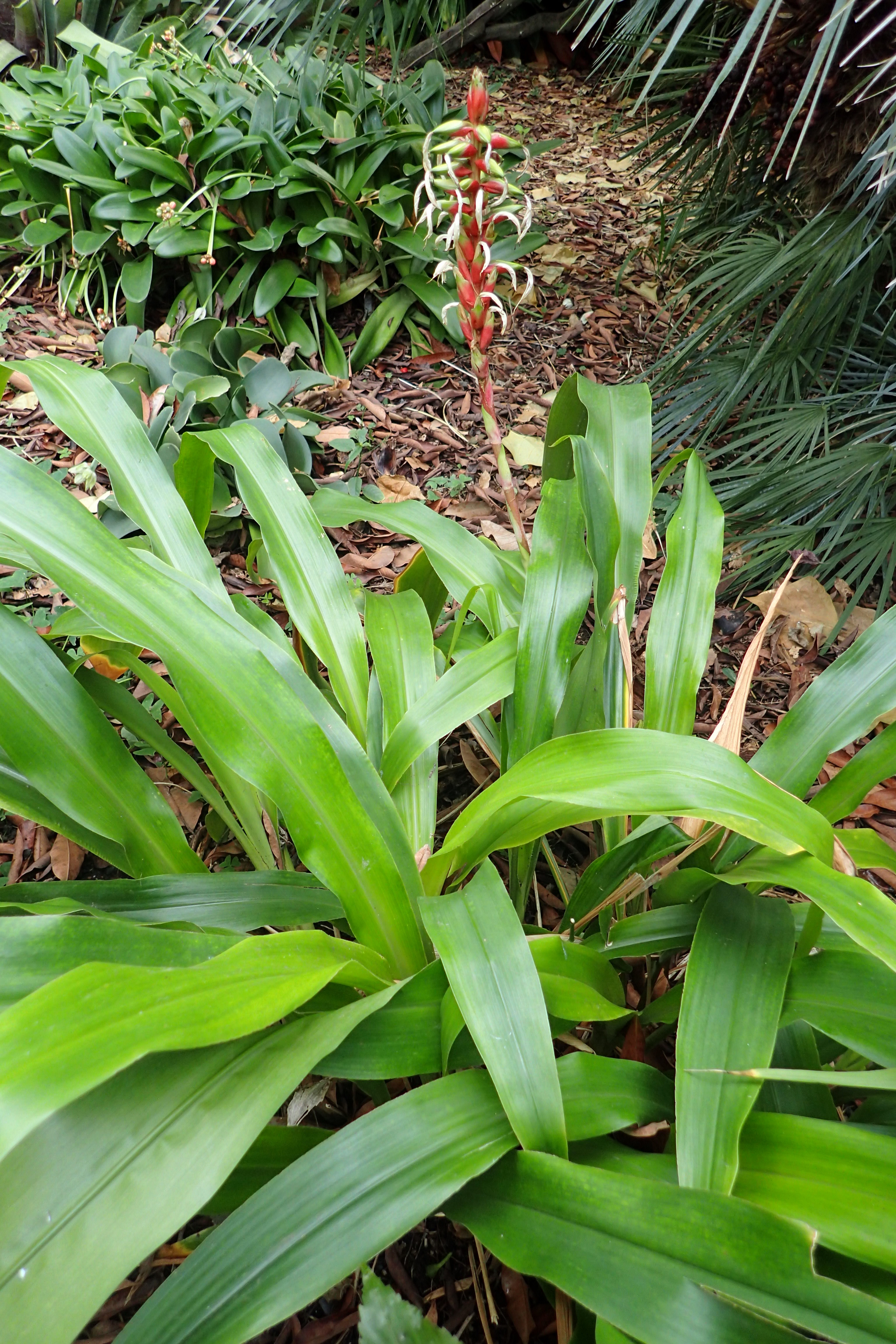
Pitcairnia maidifolia

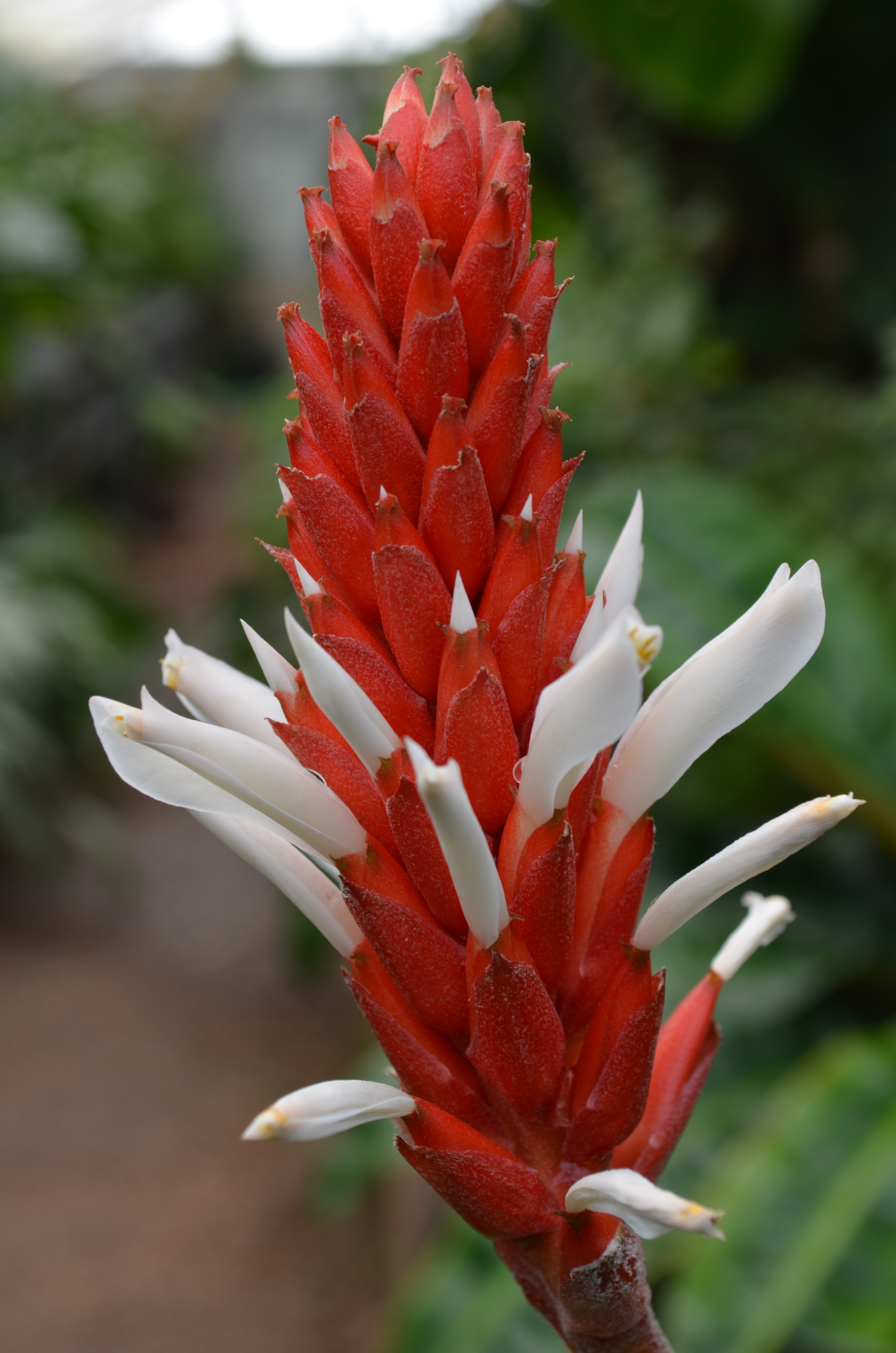
Pitcairnia olivaestevae

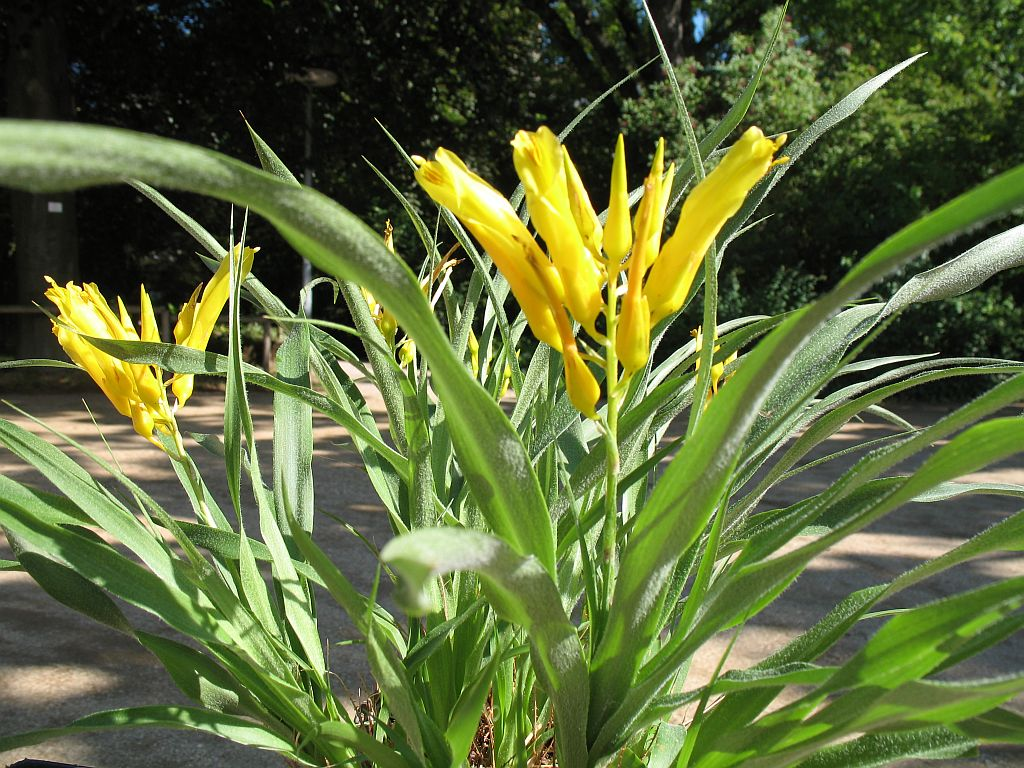
Pitcairnia piepenbringii

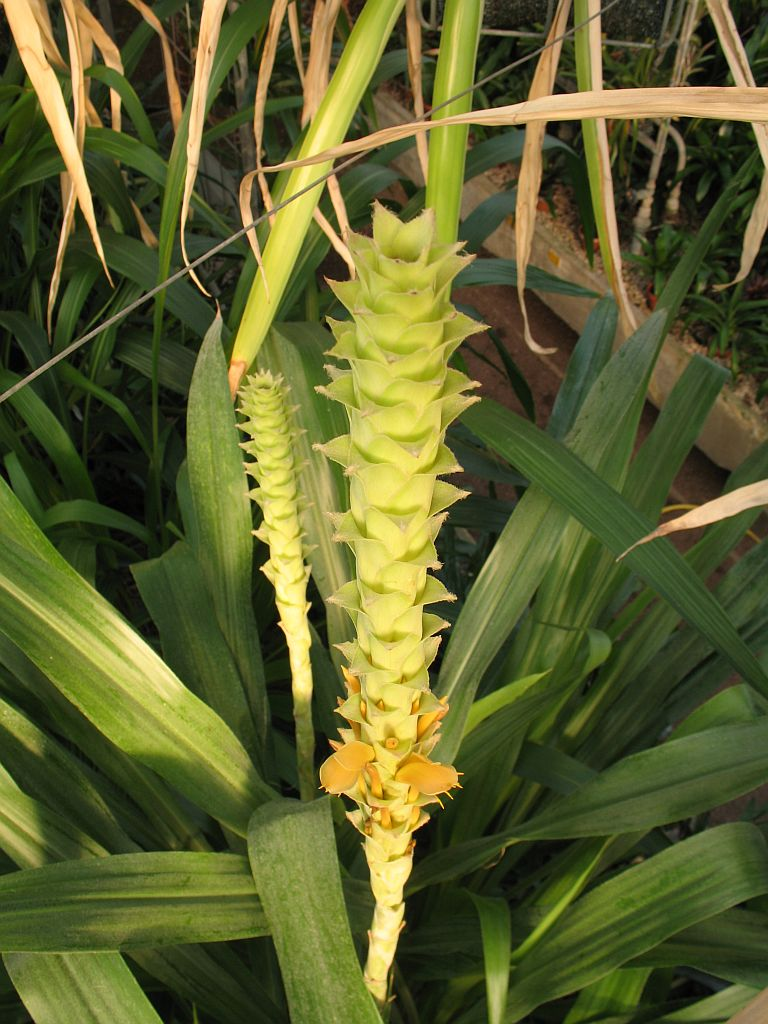
Pitcairnia sceptrigera

- Pitcairnia abyssicola Leme & L.Kollmann
- Pitcairnia acicularis L.B.Sm.
- Pitcairnia adscendens L.B.Sm.
- Pitcairnia aequatorialis L.B.Sm.
- Pitcairnia agavifolia L.B.Sm.
- Pitcairnia alata L.B.Sm.
- Pitcairnia albiflos Herb.
- Pitcairnia albifolia Cáceres Gonz. & A.Ibáñez
- Pitcairnia albolutea J.R.Grant
- Pitcairnia alborubra Baker
- Pitcairnia alexanderi (H.Luther) D.C.Taylor & H.Rob.
- Pitcairnia altensteinii (Link, Klotzsch & Otto) Lem.
- Pitcairnia altoatratoensis G.S.Varad. & Forero
- Pitcairnia amblyosperma L.B.Sm.
- Pitcairnia amboroensis Ibisch, R.Vásquez, E.Gross & M.Kessler
- Pitcairnia ancuashii L.B.Sm. & Read
- Pitcairnia andreana Linden
- Pitcairnia andreetae H.Luther
- Pitcairnia angustifolia Aiton
- Pitcairnia anomala Hoehne
- Pitcairnia aphelandriflora  Lem.
- Pitcairnia archeri L.B.Sm.
- Pitcairnia arcuata (André) André
- Pitcairnia arenaria H.Luther
- Pitcairnia arenicola L.B.Sm.
- Pitcairnia arida L.B.Sm. & Betancur
- Pitcairnia armata Maury
- Pitcairnia asplundii L.B.Sm.
- Pitcairnia atrorubens (Beer) Baker
- Pitcairnia attenuata L.B.Sm. & Read
- Pitcairnia augusti Harms
- Pitcairnia aurea Rusby ex L.B.Sm.
- Pitcairnia aureobrunnea Rauh
- Pitcairnia azouryi Martinelli & Forzza
- Pitcairnia bakeri (André) Mez
- Pitcairnia bakiorum Manzan. & W.Till
- Pitcairnia barbatostigma Leme & A.P.Fontana
- Pitcairnia barrigae L.B.Sm.
- Pitcairnia basincurva L.B.Sm. & Betancur
- Pitcairnia beachiae Utley & Burt-Utley
- Pitcairnia bella L.B.Sm.
- Pitcairnia bergii H.Luther
- Pitcairnia betancurii L.B.Sm.
- Pitcairnia beycalema Beer
- Pitcairnia bicolor L.B.Sm. & Read
- Pitcairnia bifaria L.B.Sm.
- Pitcairnia biflora L.B.Sm.
- Pitcairnia bifrons (Lindl.) Read
- Pitcairnia bifurcatispina Manzan. & W.Till
- Pitcairnia billbergioides L.B.Sm.
- Pitcairnia brachysperma André
- Pitcairnia brackeana Manzan. & W.Till
- Pitcairnia bradei Markgr.
- Pitcairnia breedlovei L.B.Sm.
- Pitcairnia brevicalycina Mez
- Pitcairnia brittoniana (Mez) Mez
- Pitcairnia bromeliifolia L'Hér.
- Pitcairnia brongniartiana André
- Pitcairnia brunnescens L.B.Sm.
- Pitcairnia bulbosa L.B.Sm.
- Pitcairnia burle-marxii Braga & Sucre
- Pitcairnia buscalionii W.Till
- Pitcairnia caduciflora Rauh & E.Gross
- Pitcairnia calatheoides L.B.Sm.
- Pitcairnia calcicola J.R.Grant & J.F.Morales
- Pitcairnia calderonii Standl. & L.B.Sm.
- Pitcairnia calophylla L.B.Sm.
- Pitcairnia camposii H.Luther
- Pitcairnia cana B.Holst
- Pitcairnia cantuoides R.Vásquez & Ibisch
- Pitcairnia capitata L.B.Sm.
- Pitcairnia capixaba Fraga & Leme
- Pitcairnia cardenasii L.B.Sm.
- Pitcairnia caricifolia Mart. ex Schult. & Schult.f.
- Pitcairnia carinata Mez
- Pitcairnia carioana Wittm.
- Pitcairnia carnea Beer
- Pitcairnia carnososepala Rauh & E.Gross
- Pitcairnia cassapensis Mez
- Pitcairnia cataractae Manzan. & W.Till
- Pitcairnia caulescens (K.Koch ex Mez) Mez
- Pitcairnia cerrateana L.B.Sm.
- Pitcairnia chiapensis Miranda
- Pitcairnia chiquitana R.Vásquez & Ibisch
- Pitcairnia chiriguana A.Cast.
- Pitcairnia chiriquensis L.B.Sm.
- Pitcairnia chocoensis L.B.Sm.
- Pitcairnia clarkii H.Luther
- Pitcairnia clavata L.B.Sm.
- Pitcairnia cofanorum Manzan. & W.Till
- Pitcairnia colimensis L.B.Sm.
- Pitcairnia commixta L.B.Sm.
- Pitcairnia compostelae McVaugh
- Pitcairnia condorensis Manzan. & W.Till
- Pitcairnia corallina Linden & André
- Pitcairnia corcovadensis Wawra
- Pitcairnia cosangaensis Gilmartin
- Pitcairnia costata L.B.Sm.
- Pitcairnia crassa L.B.Sm.
- Pitcairnia cremersii Gouda
- Pitcairnia crinita E.Pereira & Martinelli
- Pitcairnia cristalinensis (Leme) D.C.Taylor & H.Rob.
- Pitcairnia croatii H.Luther
- Pitcairnia ctenophylla L.B.Sm.
- Pitcairnia cuatrecasana L.B.Sm.
- Pitcairnia cubensis (Mez) L.B.Sm.
- Pitcairnia curvidens L.B.Sm. & Read
- Pitcairnia cuzcoensis L.B.Sm.
- Pitcairnia cyanopetala Ule
- Pitcairnia cylindrostachya  L.B.Sm.
- Pitcairnia decidua L.B.Sm.
- Pitcairnia decurvata L.B.Sm.
- Pitcairnia delicata H.Luther
- Pitcairnia dendroidea André
- Pitcairnia densiflora Brongn. ex Lem.
- Pitcairnia deroosei Manzan. & W.Till
- Pitcairnia devansayana André
- Pitcairnia diffusa L.B.Sm.
- Pitcairnia divaricata Wittm.
- Pitcairnia diversifolia Leme & A.P.Fontana
- Pitcairnia dodsonii H.Luther
- Pitcairnia dolichopetala Harms
- Pitcairnia domingensis L.B.Sm.
- Pitcairnia echinata Hook.
- Pitcairnia egleri L.B.Sm.
- Pitcairnia elizabethae L.B.Sm.
- Pitcairnia ellenbergii L.B.Sm.
- Pitcairnia elliptica Mez & Sodiro
- Pitcairnia elongata L.B.Sm.
- Pitcairnia elvirae D.C.Taylor & H.Rob.
- Pitcairnia encholirioides L.B.Sm.
- Pitcairnia ensifolia Mez
- Pitcairnia epiphytica L.B.Sm.
- Pitcairnia eximia Mez
- Pitcairnia explosiva L.B.Sm. & Betancur
- Pitcairnia exserta L.B.Sm.
- Pitcairnia farinosa L.B.Sm. & Betancur
- Pitcairnia feliciana (A.Chev.) Harms & Mildbr.
- Pitcairnia fendleri (Mez) Mez
- Pitcairnia ferrell-ingramiae H.Luther & Dalström
- Pitcairnia ferreyrae L.B.Sm.
- Pitcairnia filifera L.B.Sm. ex H.Luther
- Pitcairnia filispina L.B.Sm.
- Pitcairnia fimbriatobracteata Rauh
- Pitcairnia flagellaris L.B.Sm.
- Pitcairnia flammea Lindl.
- Pitcairnia flavescenta Matuda
- Pitcairnia flexuosa L.B.Sm.
- Pitcairnia floresii Gouda & Ric.Fernández
- Pitcairnia fluvialis L.B.Sm. & Betancur
- Pitcairnia foliacea L.B.Sm.
- Pitcairnia foreroi H.Luther & G.S.Varad.
- Pitcairnia formosa L.B.Sm. & Betancur
- Pitcairnia fosteriana L.B.Sm.
- Pitcairnia fractifolia L.B.Sm.
- Pitcairnia frequens L.B.Sm. & B.Holst ex Saraiva & Forzza
- Pitcairnia fruticosa L.B.Sm. & Betancur
- Pitcairnia fuertesii Mez
- Pitcairnia funkiae M.A.Spencer & L.B.Sm.
- Pitcairnia fusca H.Luther
- Pitcairnia gemmipara L.B.Sm. & Betancur
- Pitcairnia geotropa J.R.Grant
- Pitcairnia geyskesii L.B.Sm.
- Pitcairnia glauca Leme & A.P.Fontana
- Pitcairnia glaziovii Baker
- Pitcairnia glymiana K.Koch
- Pitcairnia goudae Manzan. & W.Till
- Pitcairnia graniticola B.Holst
- Pitcairnia grubbiana L.B.Sm.
- Pitcairnia guaritermae André
- Pitcairnia gutteana W.Weber
- Pitcairnia guzmanioides L.B.Sm.
- Pitcairnia halophila L.B.Sm.
- Pitcairnia hammelii H.Luther
- Pitcairnia harlingii L.B.Sm.
- Pitcairnia harrylutheri D.C.Taylor & H.Rob.
- Pitcairnia hatschbachii E.Pereira
- Pitcairnia haughtii L.B.Sm.
- Pitcairnia heerdeae E.Gross & Rauh
- Pitcairnia heliophila L.B.Sm.
- Pitcairnia heterophylla (Lindl.) Beer
- Pitcairnia heydlauffii R.Vásquez & Ibisch
- Pitcairnia hintoniana L.B.Sm.
- Pitcairnia hirtzii H.Luther
- Pitcairnia hitchcockiana L.B.Sm.
- Pitcairnia holstii (H.Luther) J.R.Grant
- Pitcairnia hooveri (H.Luther) D.C.Taylor & H.Rob.
- Pitcairnia huilensis Betancur & Jiménez-Esc.
- Pitcairnia imbricata (Brongn.) Regel
- Pitcairnia inaequalis W.Weber
- Pitcairnia inermis (E.Mey. ex C.Presl) E.Mey. ex Schult. & Schult.f.
- Pitcairnia insularis Tatagiba & R.J.V.Alves
- Pitcairnia integrifolia Ker Gawl.
- Pitcairnia irwiniana L.B.Sm.
- Pitcairnia jaramilloi G.S.Varad. & Forero
- Pitcairnia jareckii Proctor & Cedeño-Mald.
- Pitcairnia jimenezii L.B.Sm.
- Pitcairnia johannis L.B.Sm.
- Pitcairnia juncoides L.B.Sm.
- Pitcairnia juzepczukii W.Weber
- Pitcairnia kalbreyeri Baker
- Pitcairnia karwinskyana Schult. & Schult.f.
- Pitcairnia killipiana L.B.Sm.
- Pitcairnia kirkbridei L.B.Sm. & Read
- Pitcairnia kniphofioides L.B.Sm.
- Pitcairnia koeneniana E.Gross & Barthlott
- Pitcairnia kressii H.Luther
- Pitcairnia kroemeri H.Luther
- Pitcairnia kunhardtiana L.B.Sm.
- Pitcairnia lanuginosa Ruiz & Pav.
- Pitcairnia laxissima Baker
- Pitcairnia lechleri Baker
- Pitcairnia lehmannii Baker
- Pitcairnia leopoldii (W.Till & S.Till) B.Holst
- Pitcairnia lepidopetalon L.B.Sm.
- Pitcairnia leprosa L.B.Sm.
- Pitcairnia lignosa L.B.Sm.
- Pitcairnia limae L.B.Sm.
- Pitcairnia lindae Betancur
- Pitcairnia loki-schmidtiae  Rauh & Barthlott
- Pitcairnia longipes Mez
- Pitcairnia longissimiflora  Ibisch, R.Vásquez & E.Gross
- Pitcairnia lopezii L.B.Sm.
- Pitcairnia luschnathii W.Weber
- Pitcairnia lutescens Mez & Sodiro
- Pitcairnia luteyniorum L.B.Sm. & Read
- Pitcairnia lutheri Manzan. & W.Till
- Pitcairnia lymansmithiana H.Luther
- Pitcairnia macarenensis L.B.Sm.
- Pitcairnia macranthera André
- Pitcairnia macrobotrys André
- Pitcairnia maguirei L.B.Sm.
- Pitcairnia maidifolia (C.Morren) Decne. ex Planch.
- Pitcairnia marinii Manzan. & W.Till
- Pitcairnia maritima L.B.Sm.
- Pitcairnia marnier-laposto llei L.B.Sm.
- Pitcairnia matogrossensis E.Pereira & Leme
- Pitcairnia matudae L.B.Sm.
- Pitcairnia megasepala Baker
- Pitcairnia melanopoda L.B.Sm.
- Pitcairnia membranifolia Baker
- Pitcairnia meridensis (Klotzsch ex Mez) Mez
- Pitcairnia micheliana Andrews
- Pitcairnia micotrinensis Read
- Pitcairnia microcalyx Baker
- Pitcairnia micropoda L.B.Sm.
- Pitcairnia minicorallina (H.Luther) J.R.Grant
- Pitcairnia mirandae Utley & Burt-Utley
- Pitcairnia mituensis L.B.Sm.
- Pitcairnia modesta L.B.Sm.
- Pitcairnia mohammadii Ibisch & R.Vásquez
- Pitcairnia monticola Brandegee
- Pitcairnia mooreana L.B.Sm.
- Pitcairnia moritziana K.Koch & C.D.Bouché
- Pitcairnia mucida L.B.Sm. & Read
- Pitcairnia multiflora L.B.Sm.
- Pitcairnia multiramosa (Mez) Mez
- Pitcairnia neeana (L.B.Sm. ex H.Luther) J.R.Grant
- Pitcairnia neglecta (H.Luther) D.C.Taylor & H.Rob.
- Pitcairnia neillii Manzan. & W.Till
- Pitcairnia nematophora L.B.Sm. & Read
- Pitcairnia nigra (Carrière) André
- Pitcairnia nobilis Mez & Sodiro
- Pitcairnia nortefluminensi s Leme
- Pitcairnia nubigena Planch.
- Pitcairnia nuda Baker
- Pitcairnia oaxacana L.B.Sm.
- Pitcairnia oblongifolia L.B.Sm.
- Pitcairnia occidentalis L.B.Sm.
- Pitcairnia odontopoda Baker
- Pitcairnia olivaestevae J.R.Grant
- Pitcairnia oranensis L.B.Sm.
- Pitcairnia orchidifolia Mez
- Pitcairnia oxapampae H.Luther
- Pitcairnia palaciosii Manzan. & W.Till
- Pitcairnia pallidiflavens Rauh
- Pitcairnia palmeri S.Watson
- Pitcairnia palmoides Mez & Sodiro
- Pitcairnia paniculata (Ruiz & Pav.) Ruiz & Pav.
- Pitcairnia paraguayensis L.B.Sm.
- Pitcairnia patentiflora L.B.Sm.
- Pitcairnia pavonii (Mez) Mez
- Pitcairnia pectinata L.B.Sm.
- Pitcairnia peruana (H.Luther) J.R.Grant
- Pitcairnia petraea L.B.Sm.
- Pitcairnia phelpsiae (L.B.Sm.) B.Holst & L.B.Sm.
- Pitcairnia piepenbringii Rauh & E.Gross
- Pitcairnia platypetala Mez
- Pitcairnia platystemon (Mez) Mez
- Pitcairnia poeppigiana Mez
- Pitcairnia pomacochae Rauh
- Pitcairnia poortmanii André
- Pitcairnia prolifera Rauh
- Pitcairnia pruinosa Kunth
- Pitcairnia pseudopungens Rauh
- Pitcairnia pseudoundulata Rauh
- Pitcairnia pteropoda L.B.Sm.
- Pitcairnia puberula Mez & Donn.Sm.
- Pitcairnia pulverulenta Ruiz & Pav.
- Pitcairnia pungens Kunth
- Pitcairnia punicea Scheidw.
- Pitcairnia pusilla (Mez) Mez
- Pitcairnia puyoides L.B.Sm.
- Pitcairnia queroana Espejo & López-Ferr.
- Pitcairnia quesnelioides L.B.Sm.
- Pitcairnia ramosii M.A.Spencer & L.B.Sm.
- Pitcairnia rectiflora Rauh
- Pitcairnia recurvata (Scheidw.) K.Koch
- Pitcairnia reflexiflora André
- Pitcairnia rigida Mez
- Pitcairnia ringens Klotzsch
- Pitcairnia riparia Mez
- Pitcairnia robert-downsii Gonz.-Rocha, Espejo, López-Ferr. & Cast.-Riv.
- Pitcairnia rojasii H.Luther
- Pitcairnia rondonicola L.B.Sm. & Read
- Pitcairnia roseana L.B.Sm.
- Pitcairnia roseoalba E.Gross & Rauh
- Pitcairnia rubiginosa Baker
- Pitcairnia rubronigriflora  Rauh
- Pitcairnia ruderalis L.B.Sm.
- Pitcairnia ruiziana (Mez) Mez
- Pitcairnia rundelliana J.R.Grant
- Pitcairnia sagasteguii L.B.Sm. & Read
- Pitcairnia saltensis L.B.Sm.
- Pitcairnia samuelssonii L.B.Sm.
- Pitcairnia sandemanii L.B.Sm.
- Pitcairnia sanguinea (H.Luther) D.C.Taylor & H.Rob.
- Pitcairnia sastrei L.B.Sm. & Read
- Pitcairnia saxicola L.B.Sm.
- Pitcairnia saxosa Gouda
- Pitcairnia scandens Ule
- Pitcairnia sceptriformis Mez
- Pitcairnia sceptrigera Mez
- Pitcairnia schiedeana Baker
- Pitcairnia schultzei Harms
- Pitcairnia schunkei L.B.Sm. & Read
- Pitcairnia secundiflora L.B.Sm.
- Pitcairnia semaphora L.B.Sm.
- Pitcairnia semijuncta Baker
- Pitcairnia serrulata L.B.Sm. & Read
- Pitcairnia setipetiola L.B.Sm. & Betancur
- Pitcairnia similis L.B.Sm.
- Pitcairnia simulans H.Luther
- Pitcairnia singularis Flores-Arg., Espejo & López-Ferr.
- Pitcairnia smithiorum H.Luther
- Pitcairnia sneidernii L.B.Sm.
- Pitcairnia sodiroi Mez
- Pitcairnia sordida L.B.Sm.
- Pitcairnia spectabilis (Mez) Mez
- Pitcairnia spicata (Lam.) Mez
- Pitcairnia sprucei Baker
- Pitcairnia squarrosa L.B.Sm.
- Pitcairnia staminea G.Lodd.
- Pitcairnia stenophylla André
- Pitcairnia stevensonii H.Luther & Whitten
- Pitcairnia steyermarkii L.B.Sm.
- Pitcairnia stolonifera L.B.Sm. & Read
- Pitcairnia straminea (Poepp. ex Mez) Mez
- Pitcairnia suaveolens Lindl.
- Pitcairnia subfuscopetala Rauh & Hebding
- Pitcairnia subulifera L.B.Sm.
- Pitcairnia sulphurea Andrews
- Pitcairnia susannae Manzan. & W.Till
- Pitcairnia sylvestris L.B.Sm.
- Pitcairnia tabuliformis Linden
- Pitcairnia tarapotensis Baker
- Pitcairnia tatzyanae (H.Luther) D.C.Taylor & H.Rob.
- Pitcairnia tillandsioides L.B.Sm.
- Pitcairnia tillii Manzan.
- Pitcairnia tolimensis L.B.Sm.
- Pitcairnia torresiana L.B.Sm.
- Pitcairnia trianae André
- Pitcairnia trimorpha L.B.Sm.
- Pitcairnia truncata L.B.Sm.
- Pitcairnia tuberculata L.B.Sm.
- Pitcairnia tuerckheimii Donn.Sm.
- Pitcairnia tumulicola L.B.Sm.
- Pitcairnia turbinella L.B.Sm.
- Pitcairnia tympani L.B.Sm.
- Pitcairnia uaupensis Baker
- Pitcairnia ulei L.B.Sm.
- Pitcairnia umbratilis L.B.Sm.
- Pitcairnia undulata Scheidw.
- Pitcairnia unilateralis L.B.Sm.
- Pitcairnia utcubambensis Rauh
- Pitcairnia valerii Standl.
- Pitcairnia vallisoletana Lex.
- Pitcairnia vandersteenii Gouda
- Pitcairnia vargasiana L.B.Sm.
- Pitcairnia vargasii R.Vásquez & Ibisch
- Pitcairnia venezuelana L.B.Sm. & Steyerm.
- Pitcairnia ventidirecta L.B.Sm. & Betancur
- Pitcairnia verrucosa L.B.Sm.
- Pitcairnia villetaensis Rauh
- Pitcairnia violascens L.B.Sm.
- Pitcairnia virginalis Utley & Burt-Utley
- Pitcairnia volker-schaedlichii P.J.Braun
- Pitcairnia wendlandii Baker
- Pitcairnia wendtiae Tatagiba & B.R.Silva
- Pitcairnia wilburiana Utley ex L.B.Sm. & Read
- Pitcairnia wolfei L.B.Sm.
- Pitcairnia woronowii W.Weber
- Pitcairnia xanthocalyx Mart.
- Pitcairnia yaupi-bajaensis Rauh
- Pitcairnia yocupitziae Espejo & López-Ferr.